# جمناي 8
جمناي 8 (بالإنجليزية: Gemini 8)‏ هي إحدى بعثات وكالة الفضاء الأمريكية ناسا إلى الفضاء وكانت عودتها عام 1966 وعلى متنها نيل آرمسترونغ وديفيد سكوت ، التي نجحت في أول إرساء ناجح مع الصاروخ الفضائي أجينا.

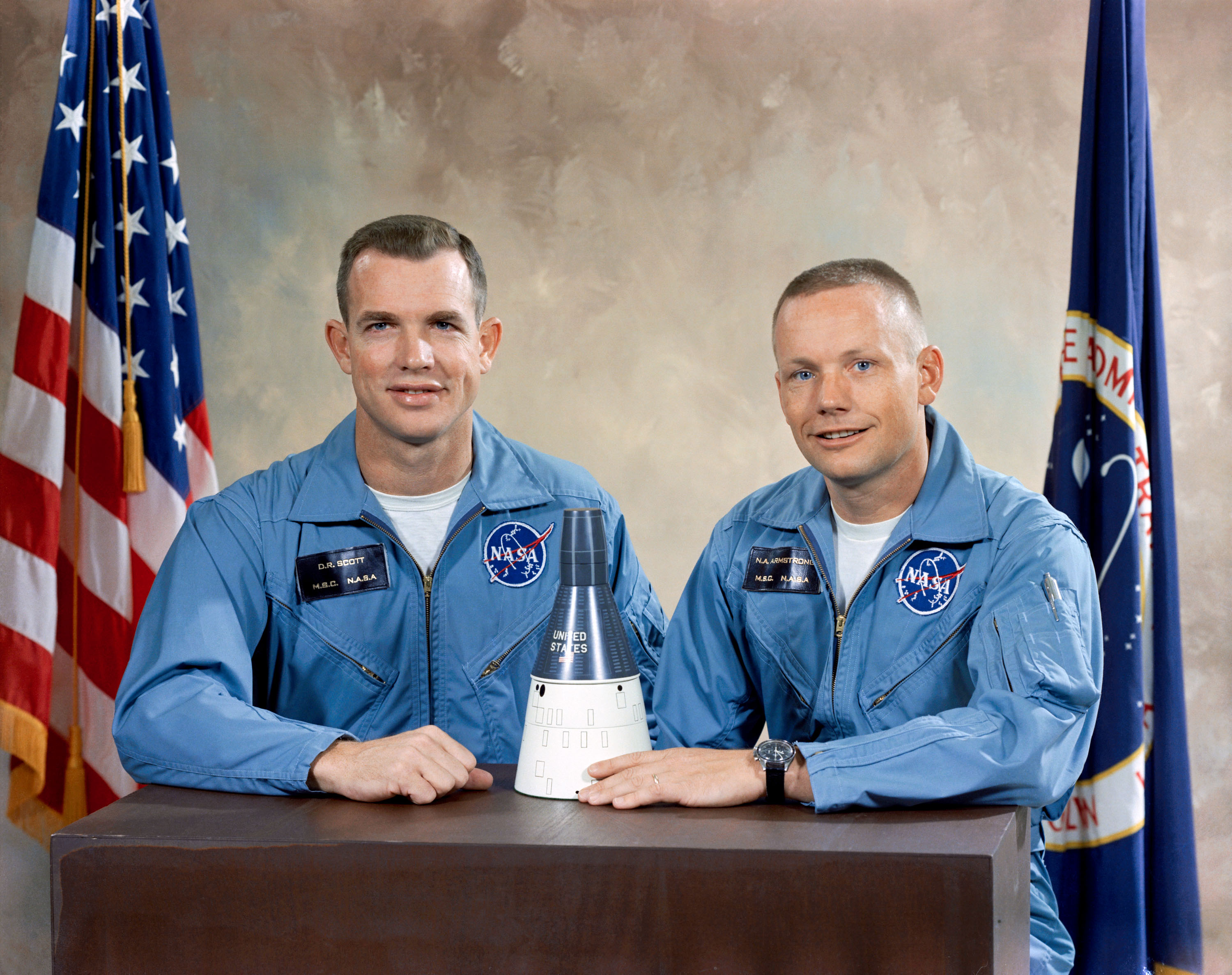
صورة لرئيسي طاقم جمناي 8 نيل آرمسترونغ وديفيد سكوت.